# 広島県道200号廿日市停車場線
広島県道200号廿日市停車場線（ひろしまけんどう200ごう はつかいちていしゃじょうせん）は、広島県廿日市市を通る一般県道である。

## 概要
廿日市市駅前から廿日市市廿日市2丁目に至る。

### 路線データ
- 起点：廿日市市駅前（JR西日本山陽本線 廿日市駅駅前）
- 終点：廿日市市廿日市2丁目（廿日市港北交差点、国道2号交点）
- 総延長：553 m

## 地理

### 通過する自治体
- 廿日市市

### 交差する道路
| 交差する道路 | 交差する場所 | 交差する場所            |
| ------------ | ------------ | ----------------------- |
| 国道2号      | 廿日市2丁目  | 廿日市港北交差点 / 終点 |

### 交差する鉄道
- 広島電鉄宮島線

### 沿線
- JR西日本山陽本線 廿日市駅
- 広島電鉄宮島線 広電廿日市駅